# Mistrzostwa Grecji w szachach 2007
Mistrzostwa Grecji w szachach 2007 – turniej szachowy zorganizowany w dniach 30 listopada–9 grudnia 2007 w miejscowości Igumenitsa. Nieoczekiwanym zwycięzcą został nieutytułowany dziewiętnastoletni Janis Papadopulos. Mistrzostwa rozegrano po raz 57., tym razem systemem kołowym na dystansie 9 rund. Średni ranking turnieju wyniósł 2448 punktów.

## Wyniki końcowe
| Miejsce | Tytuł | Zawodnicy               | Ranking | Punkty |
| ------- | ----- | ----------------------- | ------- | ------ |
| 1       |       | Janis Papadopulos       | 2445    | 7½     |
| 2       | am    | Christos Banikas        | 2591    | 5½     |
| 3       | am    | Wasilios Kotronias      | 2614    | 5      |
| 4       |       | Joanis Jeorjadis        | 2377    | 5      |
| 5       | am    | Atanasios Mastrowasilis | 2529    | 5      |
| 6       | am    | Joanis Nikolaidis       | 2525    | 4½     |
| 7       |       | Nikolaos Galopulos      | 2172    | 4      |
| 8       | mm    | Nikolaos Gawrilakis     | 2437    | 3½     |
| 9       | am    | Spiridon Skiembris      | 2463    | 2½     |
| 10      | mf    | Andonios Cadzimanolis   | 2329    | 2½     |